# Hugleikur Dagsson
Hugleikur Dagsson (* 5. října 1977) je islandský autor komiksů a dramatik. V roce 2002 obdržel titul Bachelor of Arts na Islandské akademii umění.

## Život
Dagsson byl filmový kritik na populární islandské rádiové stanici Rádíó X a na stejné stanici uváděl pořad Hugleikur. Dagsson je proslulý svými satirickými komiksy, které jsou plné černého humoru. Tyto komiksy byly vydány v několika knihách a v časopisu The Reykjavik Grapevine. Své dílo průběžně umisťuje na svůj facebookový profil.
Hugleikur Dagsson napsal tři divadelní hry. První z nich, Forðist okkur (do češtiny lze přeložit jako Vyhněte se nám), pojednává o třech dysfunkčních rodinách. Druhá, Leg (v češtině děloha), je muzikál o těhotenství dospívající, odehrávající se v blízké budoucnosti na Islandu. Baðstofan (v češtině Obývací pokoj) je o temném pohledu na Island 18. století. Za Forðist okkur obdržel cenu Dramaturg roku.
V roce 2006 nakladatelství Penguin Books vydalo jeho první knihu Should You Be Laughing at This? (A tomu se mám smát?). V češtině jeho knihy vydává nakladatelství Volvox Globator, celkem mu v Česku vyšlo 5 knih, první v roce 2008 (A tomu se mám smát?), poslední v roce 2019 (Jste nuly).

### Knihy vydané v češtině
- A tomu se mám smát? (2008)
- A to je nějaký vtip? (2009)
- A tohle má být legrační? (2010)
- Lidové fláky (2013)
- Jste nuly (2019)